# Tariku
Der Tariku ist ein Fluss auf Neuguinea in der indonesischen Provinz Papua. In der holländischen Kolonialzeit erhielt er den Namen Rouffaer River.
Der Tariku entwässert mit seinen Nebenflüssen den westlichen Teil des Mamberamobeckens. Er entspringt im Westen der Provinz Papua und fließt ostwärts, bis er sich mit dem Taritatu zum Mamberamo vereinigt.